# Mamá a los 15
Mamá a los 15 es un programa de televisión chileno, conducido por Karen Doggenweiler y transmitido por TVN. El programa se estrenó en marzo de 2011. El formato y la idea es similar al programa estadounidense 16 & pregnant de MTV.
El programa muestra las historias de adolescentes embarazadas que deben enfrentar las dificultades de ser madres a temprana edad. Cada episodio presenta una historia distinta, mostrando en formato de documental cómo las jóvenes deben lidiar con problemas familiares, la ausencia o los conflictos con el padre del hijo/a, la deserción escolar, la adopción y la muerte. Generalmente el episodio termina cuando el bebé ya nació y tiene pocos meses de edad.
La tercera temporada se estrenó en marzo de 2015 luego de dos años sin estar al aire.

## Temporadas
| Temporada | Temporada | Episodios | Emisión original    | Emisión original    |
| Temporada | Temporada | Episodios | Inicio              | Final               |
| --------- | --------- | --------- | ------------------- | ------------------- |
|           | 1         | 12        | 9 de marzo de 2011  | 2 de junio de 2011  |
|           | 2         | 12        | 4 de abril de 2012  | 20 de junio de 2012 |
|           | 3         | 13        | 11 de marzo de 2015 | 10 de junio de 2015 |